# Балахонов, Сергей Владимирович
Сергей Владимирович Балахонов (12 августа 1965, Алма-Ата) — советский и казахстанский футболист, вратарь. Судья, тренер.
Во второй лиге первенства СССР был в составах команд СКИФ Алма-Ата (1981—1982), «Спартак» Семипалатинск (1983—1986), «Динамо» Барнаул (1986—1987). В 1988 году вернулся в «Спартак», где и провёл первый матч. В 1991 году играл в «Булате» Темиртау.
В чемпионате Казахстана играл за команды «Елимай» (1992—1995, 2000—2001), «Кайсар-Мунай» Кзыл-Орда (1996), «Шахтёр-Испат-Кармет» Караганда (1997—1998), «Восток-Алтын» Усть-каменогорск (1999), «Акмола» Степногорск (1999), «Акмола» Кокчетав (2000), «Жетысу» Талды-Курган (2000).
Во второй лиге чемпионата России в 1995 году играл за «Металлург» Красноярск и «Самотлор-XXI» Нижневартовск.
Карьеру завершил в мини-футбольном клубе «Цементник», затем был президентом клуба. Работал судьёй в чемпионате и Кубке Казахстана. Тренер вратарей в клубах «Спартак» Семей (2015), «Кайрат-М» (2017), «Кайрат-Жастар» (2018—2019), «Акжайык» Уральск (с 2020 года).